# Dan Pagis
Dan Pagis (hebrejsky דן פגיס‎) (16. října 1930 – 29. července 1986) byl izraelský básník, vysokoškolský pedagog a přeživší holokaustu.

## Biografie
Narodil se ve městě Rădăuți, v Bukovině v Rumunsku a jako dítě prošel nacistickým koncentračním táborem na Ukrajině. Roku 1944 uprchl a v roce 1946 emigroval do mandátní Palestiny, kde se stal učitelem v kibucu.
Na Hebrejské univerzitě v Jeruzalémě vystudoval a později zde také přednášel středověkou hebrejskou literaturu, jejíž se stal profesorem. Jeho odborné práce zahrnují jak studie o estetice středověké světské poezie, tak kritické edice moderní tvorby, např. sebraných básní Davida Vogela.
Debutoval sbírkou „Stínové hodiny“ (hebr. שעון הצל) v roce 1959. Roku 1970 vydal svou nejdůležitější sbírku „Gilgul“ (Metamorfoza; hebr. גלגול), jež obsahuje jeho nejznámější báseň „Napsáno tužkou v zaplombovaném nákladním vagonu“.
Pagis byl polyglot a významný překladatel do hebrejštiny.

## Literární dílo
Mnoho jeho básní je odezvou na tragédii holokaustu a jejich působnost zvyšuje bohatý jazyk s metaforikou, narážkami a slovními hříčkami, které jsou dědictvím biblické i pobiblické, především sefardské poezie. V posledním desetiletí svého života zaměnil tento styl za úspornější a popisnější vyjádření, zdánlivě prosté citovosti. Mučivá tematika holokaustu ovšem dál v jeho tvorbě zaujímala hlavní místo vedle intimní lyriky s obrazy současného života.

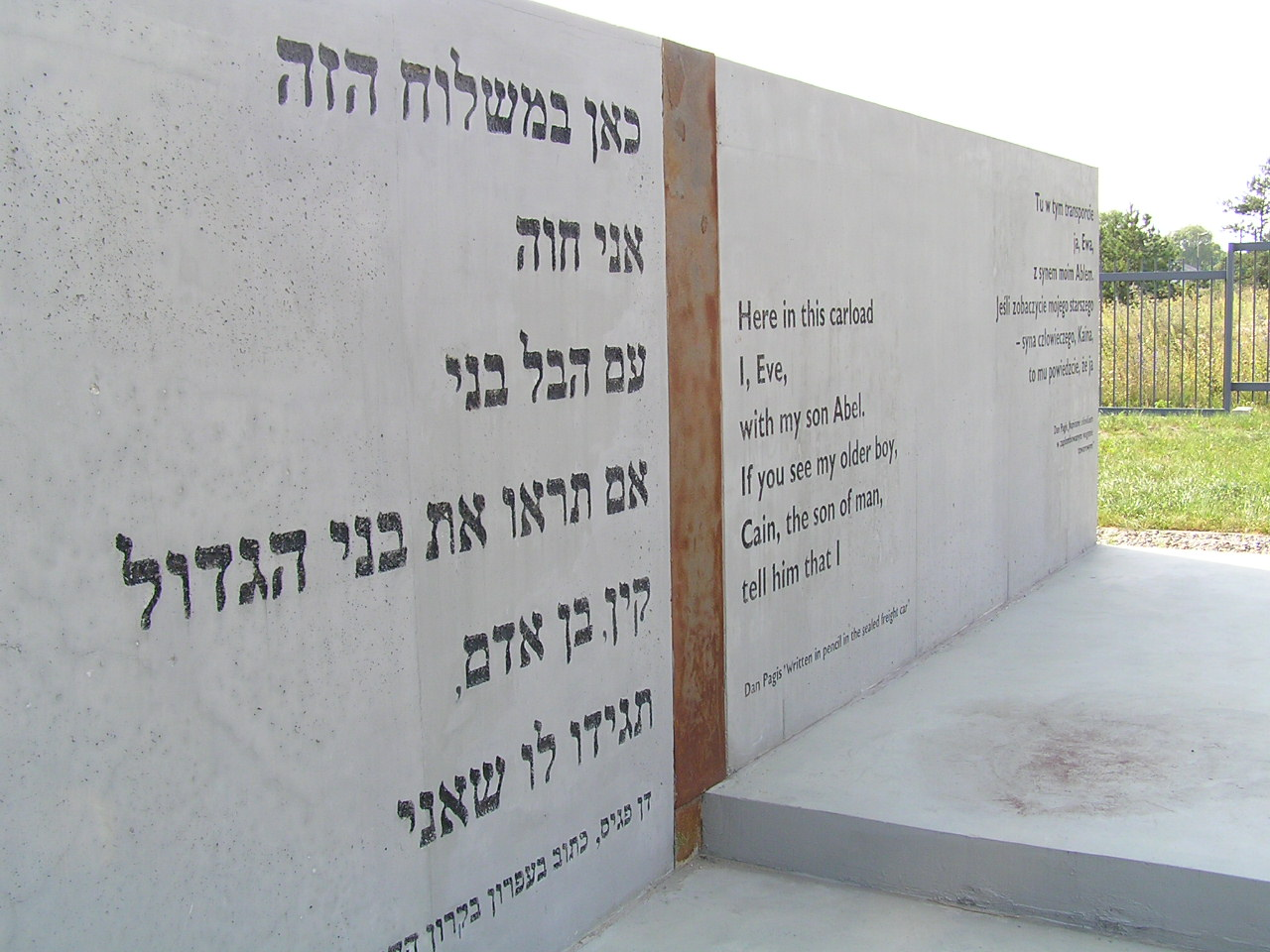
Báseň Napsáno tužkou v zaplombovaném nákladním vagonu použita na památníku ve vyhlazovacím táboře Belžec

Napsáno tužkou v zaplombovaném nákladním vagonu
Zde v tomto transportu

jsem já, Eva

s Abelem, synem svým.

Uvidíte-li mého staršího,

Kaina syna Adamova,

řekněte mu, že já
(Překlad: Jiřina Šedinová)

## Překlady do češtiny
- Pagis, Dan. Písek a hvězdy. Výbor z moderní hebrejské poezie. Z hebrejských originálů přeložila Jiřina Šedinová. Mladá fronta, 1997. ISBN 80-204-0613-1.